# Mu (kana)
A hiragana む, katakana ム, Hepburn-átírással: mu, magyaros átírással: mu japán kana. A hiragana a 武 kandzsiból származik, a katakana pedig a 牟 kandzsiból. A godzsúonban (a kanák sorrendje, kb. „ábécérend”) a 33. helyen áll. Dakutennel és handakutennel képzett alakja nincs.
|          | Hepburn és magyaros | Hiragana (Unicode) | Katakana    |
| -------- | ------------------- | ------------------ | ----------- |
| Alapalak | mu                  | む (U+3080)        | ム (U+30E0) |

## Vonássorrend
|  |  |
|  |  |